# Bill Duke
William Henry "Bill" Duke, Jr., född 26 februari 1943 i Poughkeepsie, New York, är en amerikansk skådespelare och regissör. Han har bland annat medverkat i actionfilmerna Commando (1985) och Rovdjuret (1987).